# Gouvernement Houphouët-Boigny VII
Pour les articles homonymes, voir Gouvernement Houphouët-Boigny.
Première République
Houphouët-Boigny VI Houphouët-Boigny VIII
Le gouvernement de Félix Houphouët-Boigny VII, du 8 juin 1971, est le septième de la Première République de Côte d'Ivoire.
Il remplace le gouvernement Houphouët-Boigny VI (formé le 5 janvier 1970). Tous les membres sont issus du PDCI, parti unique à cette époque. Le poste de ministre de l'Éducation nationale est supprimé ; un nouveau ministère est créé, celui de la Recherche scientifique.

## Composition
- Président de la République : Félix Houphouët-Boigny

### Ministres d'État
- Auguste Denise
- Chargé du Tourisme : Mathieu Ekra
- Blaise N'Dia Koffi
- Germain Coffi Gadeau
- Chargé des Relations avec l’Assemblée nationale : Loua Diomande

### Ministres
| Poste                                               | Nom                   | Observations  |
| --------------------------------------------------- | --------------------- | ------------- |
| Justice                                             | Camille Alliali       | -             |
| Intérieur                                           | Nanlo Bamba           | -             |
| Affaires étrangères                                 | Arsène Usher Assouan  | -             |
| Forces armées et du service civique                 | Blé Kouadio M’Bahia   | -             |
| Économie et finances                                | Henri Konan Bédié     | -             |
| Construction et Urbanisme                           | Alexis Thierry Lebbé  | -             |
| Plan                                                | Mohamed Diawara       | -             |
| Information                                         | Edmond Zégbéhi Bouazo | -             |
| Jeunesse, Education populaire et Sports             | Étienne Ahin          | -             |
| Postes et Télécommunications                        | Souleymane Cissoko    | -             |
| Agriculture                                         | Abdoulaye Sawadogo    | -             |
| Recherche Scientifique                              | Jean Lorougnon Guédé  | Nouveau poste |
| Enseignement technique et Formation professionnelle | Ange Barry Battesti   | -             |
| Santé publique et Population                        | Hippolyte Ayé         | -             |
| Travaux publics et Transport                        | Grah Kadji            | -             |
| Production animale                                  | Dicoh Garba           | -             |
| Travail et Affaires sociales                        | Vanié Bi Tra          | -             |

## Sources
- (fr) [PDF] 7e gouvernement de la Première République de Côte d'Ivoire  Document officiel - Gouv.ci